# 加拿大俱乐部威士忌
加拿大俱樂部威士忌（英語：Canadian Club，普遍簡稱：CC） 始創於1858年，是世界著名的加拿大威士忌品牌。

## 流行文化
- 美國電視劇《廣告狂人》主角Don Draper最愛的飲料。
- 美國電視劇《大西洋帝國》片頭有着無數加拿大俱樂部威士忌沖到主角史蒂夫·布西密腳下的一幕。

## 外部連結

加拿大俱樂部威士忌的商標

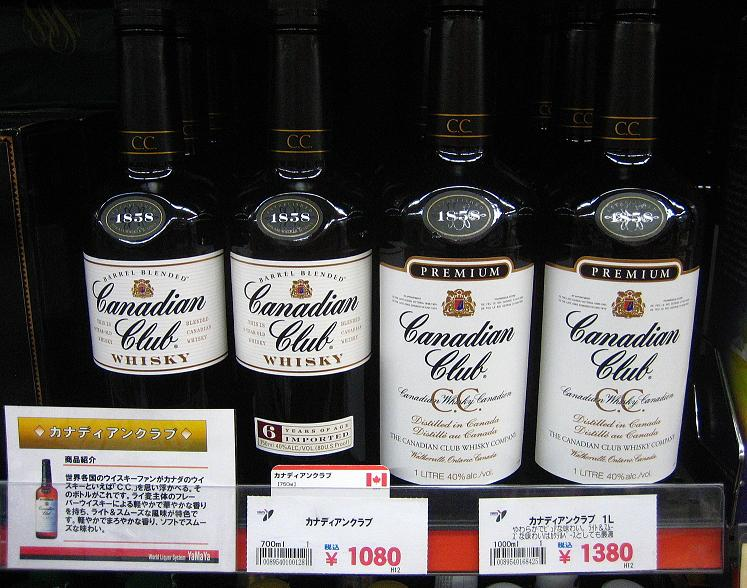
加拿大俱樂部威士忌

- Canadian Club Whisky （页面存档备份，存于）
- Canadian Club on Twitter （页面存档备份，存于）